# Stade de Patinage Olympique
Stade de Patinage Olympique was de ijsbaan van Albertville waar de schaatswedstrijden van de Olympische Winterspelen 1992 werden georganiseerd.
Het stadion heeft een vaste tribune aan een van de lange zijden. Op deze overdekte tribune is plaats voor 1800 toeschouwers. Tijdens de Winterspelen waren er rondom de piste extra tribunes geplaatst en was er plaats voor 10.000 mensen.
Het stadion was gebouwd voor de Winterspelen. Naast deze wedstrijd zijn er nog tweemaal wereldbekerwedstrijden georganiseerd, op 7 en 8 december 1991 en op 16 en 17 februari 1991, en Franse allround- en sprintkampioenschappen (beide ook tweemaal). Vanwege het ontbreken van een Franse schaatscultuur werd de ijsbaan op 30 juni 1992 gesloten, waarna het wedstrijdterrein omgebouwd werd tot een atletiekbaan en een voetbalveld. De kussens langs de baan kwamen later terecht op de Uithof in Den Haag.

## Grote wedstrijden
Internationale kampioenschappen
- 1992 - Olympische Winterspelen

Wereldbekerwedstrijden
- 1990/1991 - Wereldbeker 8 mannen
- 1991/1992 - Wereldbeker 3 vrouwen

Nationale kampioenschappen
- 1991 - FK sprint
- 1991 - FK allround
- 1992 - FK allround
- 1992 - FK sprint

## Baanrecords
| Afstand | Schaatsster       | Land | Tijd    | Datum      |
| ------- | ----------------- | ---- | ------- | ---------- |
| 500m    | Bonnie Blair      | USA  | 40,33   | 09-02-1992 |
| 1000m   | Bonnie Blair      | USA  | 1.21,90 | 10-02-1992 |
| 1500m   | Jacqueline Börner | GER  | 2.05,87 | 12-02-1992 |
| 3000m   | Gunda Niemann     | GER  | 4.19,90 | 14-02-1992 |
| 5000m   | Gunda Niemann     | GER  | 7.31,57 | 17-02-1992 |
| 10.000m |                   |      |         |            |

| Afstand | Schaatser        | Land | Tijd     | Datum      |
| ------- | ---------------- | ---- | -------- | ---------- |
| 500m    | Uwe-Jens Mey     | GER  | 37,14    | 15-02-1992 |
| 1000m   | Olaf Zinke       | GER  | 1.14,85  | 18-02-1992 |
| 1500m   | Johann Olav Koss | NOR  | 1.54,81  | 16-02-1992 |
| 3000m   | Jérôme Davre     | FRA  | 4.23,54  | 20-02-1991 |
| 5000m   | Johann Olav Koss | NOR  | 6.51,36  | 17-02-1991 |
| 10.000m | Bart Veldkamp    | NED  | 14.12,12 | 20-02-1992 |